# Quelques Cercles
Quelques Cercles – en allemand Einige Kreise – est un tableau réalisé par le peintre d'origine russe Vassily Kandinsky en janvier-février 1926. D'un format presque carré, cette huile sur toile est une abstraction composé de disques colorés sur un fond sombre. L'œuvre est conservée au musée Solomon-R.-Guggenheim, à New York, aux États-Unis.